# 穆爾根塔爾

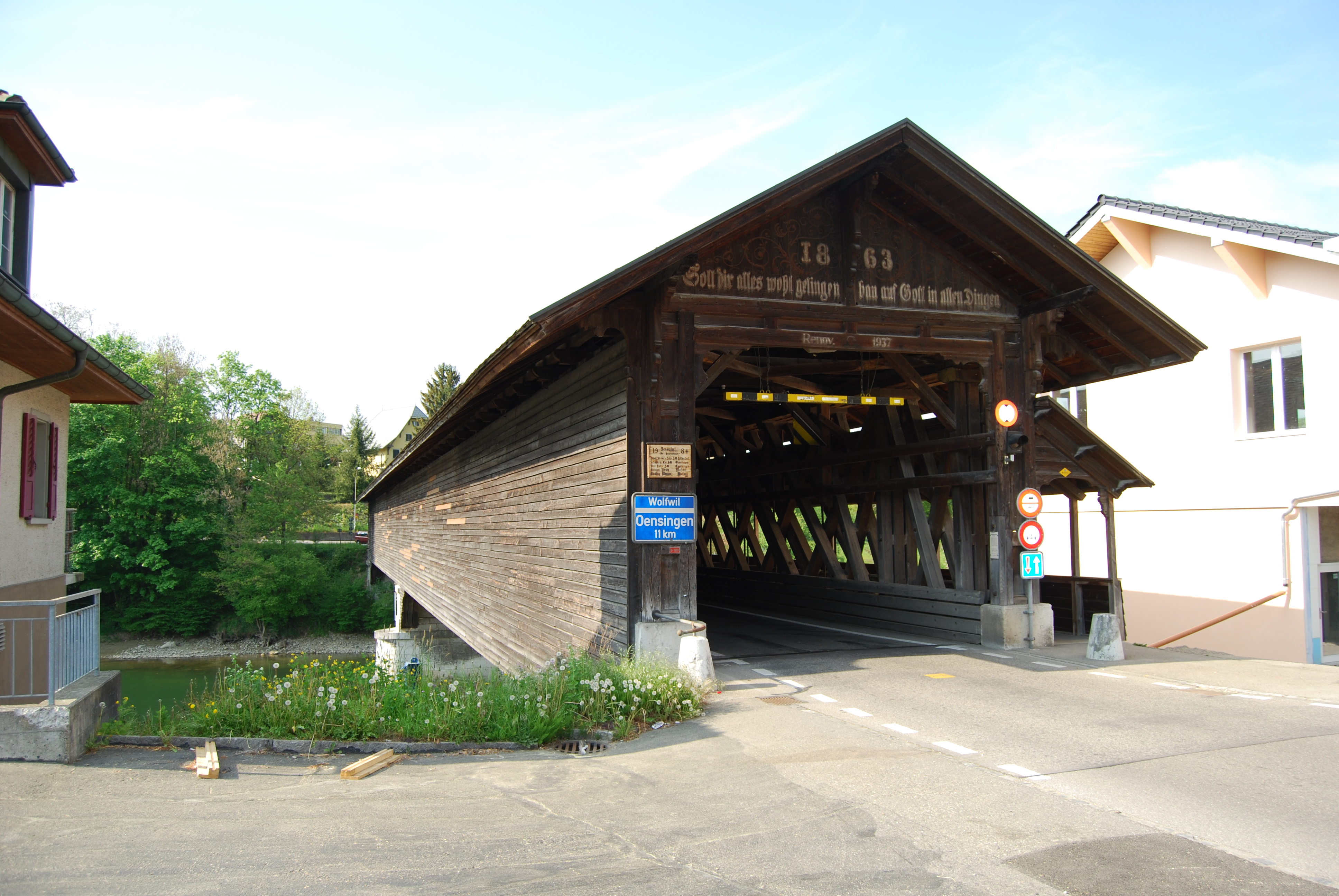

穆爾根塔爾是瑞士的城鎮，位於該國北部，由阿爾高州負責管轄，面積18.65平方公里，海拔高度412米，2012年人口2,824，六成人口信奉基督教，人口密度每平方公里151人。